# OpenJPEG
OpenJPEG – napisana w języku C otwarta biblioteka implementująca kodek formatu JPEG 2000. Udostępniona na licencji BSD. Biblioteka jest rozwijana przez Université catholique de Louvain oraz CNES.